# 후가쿠 36경
후가쿠 36경(일본어: 富嶽三十六景 후가쿠산주롯케이[*])은 가쓰시카 호쿠사이가 제작한 대표적인 풍경화 · 풍속화 모음이다. 후가쿠는 후지산에서 따왔으며, 각지에서 후지산의 풍경을 그리고 있다. 초판은 1823년 무렵부터 만들기 시작하여 1831년부터 1835년 무렵에 걸쳐 간행된 것으로 추정된다. 발표 당시의 호쿠사이는 72세와 말년기에 들어갈 때의 작품이다. 당초에는 36점으로 발행되었지만, 매출의 호조로 인해 이후 10점이 추가되었다.

## 작품 목록
순서는 히노하라 겐지의 《호쿠사이 후가쿠 36경》을 따른다.

### 초판 36점
| 번호 | 사진 | 한국어 제목                         | 일본어 제목              |
| ---- | ---- | ----------------------------------- | ------------------------ |
| 1    |      | 가나가와 해변의 높은 파도 아래      | 神奈川沖浪裏             |
| 2    |      | 청명한 아침의 시원한 바람           | 凱風快晴                 |
| 3    |      | 산 정상 아래의 뇌우                 | 山下白雨                 |
| 4    |      | 후카가와의 만넨교 아래              | 深川万年橋下             |
| 5    |      | 비슈의 후지미가하라                 | 尾州不二見原             |
| 6    |      | 고슈의 이누메 고개                  | 甲州犬目峠               |
| 7    |      | 부슈의 센주                         | 武州千住                 |
| 8    |      | 아오야마의 엔자마쓰                 | 青山円座松               |
| 9    |      | 도도의 슨다이                       | 東都駿台                 |
| 10   |      | 부슈의 다마강                       | 武州玉川                 |
| 11   |      | 소슈의 시치리가하마                 | 相州七里濵               |
| 12   |      | 부요의 쓰쿠다 섬                    | 武陽佃嶌                 |
| 13   |      | 죠슈의 우시보리                     | 常州牛堀                 |
| 14   |      | 고슈의 가지카자와                   | 甲州石班澤               |
| 15   |      | 신슈의 스와호                       | 信州諏訪湖               |
| 16   |      | 도토미의 산중                       | 逺江山中                 |
| 17   |      | 고슈에서 미시마로 가는 길           | 甲州三嶌越               |
| 18   |      | 슨슈의 에지리                       | 駿州江尻                 |
| 19   |      | 도도의 아사쿠사의 혼간지            | 東都浅艸本願寺           |
| 20   |      | 소슈의 우메자와                     | 相州梅澤左               |
| 21   |      | 시모메구로                          | 下目黒                   |
| 22   |      | 가즈사의 해로                       | 上総ノ海路               |
| 23   |      | 노보토우라                          | 登戶浦                   |
| 24   |      | 도카이도의 요시다                   | 東海道吉田               |
| 25   |      | 고이시카와의 아침 설경              | 礫川雪ノ且               |
| 26   |      | 온마야가시에서 본 료고쿠교와 석양   | 御厩川岸より両国橋夕陽見 |
| 27   |      | 도카이도의 에지리와 다고노우라 약도 | 東海道江尻田子の浦略図   |
| 28   |      | 소슈의 에노섬                       | 相州江の島               |
| 29   |      | 에도의 니혼바시                     | 江戶日本橋               |
| 30   |      | 에도의 스루가초의 미쓰이 상점 약도  | 江都駿河町三井見世略圖   |
| 31   |      | 소슈의 하코네 호수                  | 相州箱根湖水             |
| 32   |      | 고슈의 미사카의 호수 수면           | 甲州三坂水面             |
| 33   |      | 온덴의 수차                         | 隠田の水車               |
| 34   |      | 도카이도의 호도가야                 | 東海道程ヶ谷             |
| 35   |      | 스미다강의 세키야 마을              | 隅田川関屋の里           |
| 36   |      | 고햐쿠라칸지의 사자이도             | 五百らかん寺さざゐどう   |

### 추가 10점
| 번호 | 사진 | 한국어 제목                           | 일본어 제목            |
| ---- | ---- | ------------------------------------- | ---------------------- |
| 1    |      | 미노부 강의 우라후지                  | 身延川裏不二           |
| 2    |      | 센주의 유흥가 경치의 후지             | 従千住花街眺望ノ不二   |
| 3    |      | 슨슈의 가타쿠라 차밭의 후지           | 駿州片倉茶園ノ不二     |
| 4    |      | 도카이도의 시나가와의 고텐야마의 후지 | 東海道品川御殿山ノ不二 |
| 5    |      | 고슈의 이사와의 새벽                  | 甲州伊沢暁             |
| 6    |      | 혼조의 다테가와                       | 本所立川               |
| 7    |      | 도카이도의 가나야의 후지              | 東海道金谷ノ不二       |
| 8    |      | 소슈의 나카하라                       | 相州仲原               |
| 9    |      | 슨슈의 오노신덴                       | 駿州大野新田           |
| 10   |      | 등산하는 사람들                       | 諸人登山               |

## 같이 보기
- 일본 삼경